# Menno Simons
Minne Simens (Witmarsum, ca. 1496 – Bad Oldesloe (Sleeswijk-Holstein), 31 januari 1561), beter bekend als Menno Simons, was een Friese, rooms-katholieke priester, die vooral bekend is geworden als een leidinggevende anabaptistische reformator (kerkhervormer).

## Levensloop
Menno Simons werd in Utrecht tot priester gewijd en werd in 1524 aangesteld als vicaris in Pingjum. Hij sympathiseerde eerst met Luther in de jaren 20 van de 16e eeuw. Hij had net als Luther moeite met de katholieke transsubstantiatieleer: tijdens de eucharistie zouden brood en wijn werkelijk lichaam en bloed van Christus worden. Menno Simons kon hiervoor geen bevestiging vinden in het Nieuwe Testament. 
Daarna voelde hij zich meer aangetrokken door Huldrych Zwingli. Rond 1531 raakte hij onder de indruk van de uit Zwitserland stammende anabaptisten, ook wel dopers of wederdopers genoemd. Als hij hoort van de onthoofding van Sicke Frericxzoon, een Friese kleermaker die zich heeft laten herdopen, raakt het hem enorm. Ook nu gaat hij na of er een bijbelse grond is voor dit vonnis. Hij kan niets vinden; sterker nog hij vindt argumenten dat het bijbels is om op grond van de belijdenis van jouw geloof gedoopt te worden. Hij blijft echter binnen de katholieke kerk en wordt in 1532 pastoor te Witmarsum. Hij preekte in de jaren 1534-1536 vurig tegen de gewelddadige praktijken van de radicale dopers Jan van Leiden en Jan van Batenburg, die uiteindelijk zouden escaleren in de zgn. Munstersche grouwelen in de Duitse stad Münster. Zwaar aangeslagen door de dood van zijn bij de bloedige belegering van het Oldeklooster van Bolsward omgekomen broer en radicale wederdoper Pieter Simons besloot Menno Simons in 1535 om alle geweld af te zweren. Bevreesd voor vervolgingen verliet hij op 30 januari 1536 Witmarsum en vluchtte hij naar Groningen en Oost-Friesland. In dat zelfde jaar liet hij zich opnieuw dopen door Obbe Philips (wederdopen; hij was reeds als kind gedoopt in de katholieke kerk) en brak daardoor openlijk en definitief met de Rooms-Katholieke Kerk. In hetzelfde jaar trouwde hij met Geertruid Hermansdochter Hoyer. Het echtpaar kreeg een zoon, Jan Mennes. De strenge vervolgingen voor de wederdopers en op hem persoonlijk als ketter zorgden ervoor dat hij een zwervend bestaan leidde. In december 1542 vaardigde Karel de Vijfde een streng edict tegen hem uit: op het helpen of onderdak geven aan Menno Simons kwam de doodstraf te staan. Uiteindelijk vond hij onderdak bij een edelman in Holstein . 
In 1537 werd hij oudste (opziener) bij de obbenieten van David Joris en Dirk Philips, een afgescheurde groep van vredelievende baptisten, waarover Simons in 1540 de leiding nam. Zij zouden onder de naam mennieten en later mennonieten of menisten, vooral in Noord-Amerika, de hoofdstroming van de doopsgezinden worden. Begin 21e eeuw waren er ongeveer 1,4 miljoen doopsgezinden wereldwijd.

### Overlijden

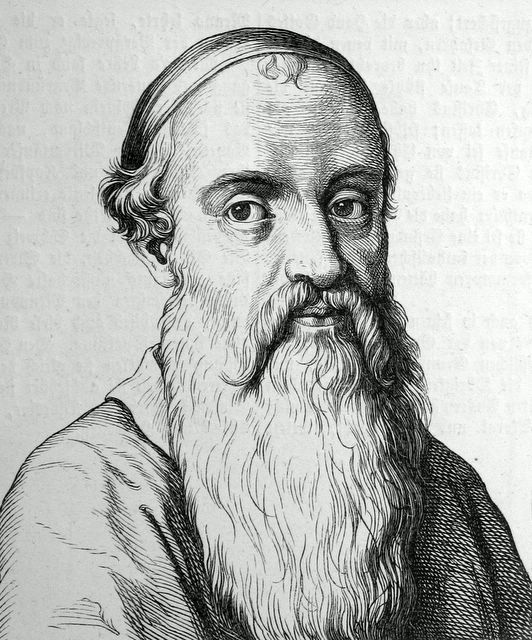
Menno Simons (1854)
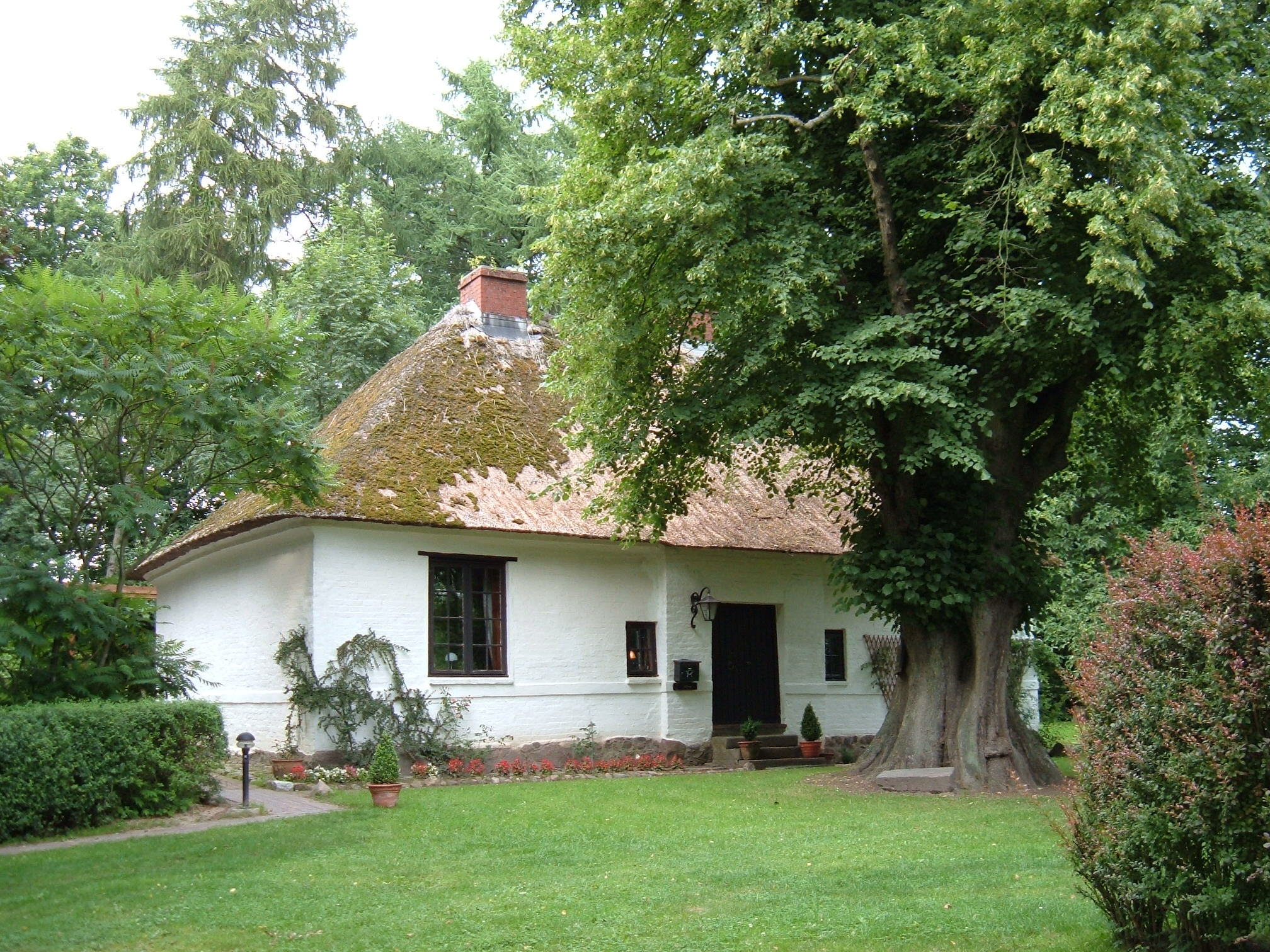
De Mennokate met rechts de lindeboom, die Simons zelf aldaar geplant zou hebben
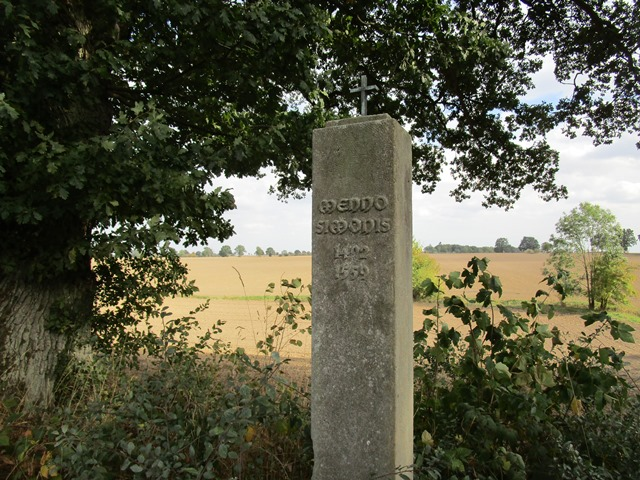
Gedenksteen voor Menno Simons op de locatie van het vroegere dorp Wüstenfelde

Menno Simons overleed op 31 januari 1561 op 65-jarige leeftijd op het landgoed Fresenburg in het intussen verdwenen gehucht Wüstenfelde, een toenmalig toevluchtsoord voor doopsgezinden nabij Bad Oldesloe in Sleeswijk-Holstein. Hij ligt daar begraven onder een linde die, naar wordt aangenomen, door hem zelf is geplant. Ter nagedachtenis is in de toenmalige Mennohoeve (Duits: Menno-Kate) thans een museum gevestigd. Na zijn overlijden blijft de kerk met menisten in Friesland groeien. Omstreeks 1600 zijn er meer menisten dan calvinisten in het door calvinisten bestuurd Friesland. Maar in de jaren daarna wijzigt de verhouding en worden de navolgers van Menno Simons een kleine groep.

## Theologie
Simons organiseerde door heel het Duits-Nederlandse taalgebied de gemeenten, wees leidslieden aan, en steunde zijn geloofsgenoten schriftelijk. In 1539 verscheen zijn 'Fundamentenboek', 'Dat Fundament des Christelycken leers', dat in zijn geloofsgroep zeer geliefd was. Simons was streng op de levenshouding: de gemeente moest 'zonder vlek of rimpel' (Ef. 5:27) zijn. Hij legde daarbij de nadruk op de noodzaak van geestelijke wedergeboorte, het zuivere apostelschap van de christelijke gemeente en verwierp de kinderdoop als Bijbels niet-gefundeerd. Zelf is hij ook als volwassen man opnieuw gedoopt nadat hij als baby was gedoopt. 
Over de transsubstantiatie (de verandering van brood en wijn in het lichaam en bloed van Christus) dacht Menno Simons hetzelfde als zijn landgenoot Wessel Gansfort.De wezensverandering van brood en wijn in het lichaam en bloed van Christus, zoals vastgesteld op het vierde Lateraans concilie in 1215. Maar met een belangrijk onderscheid in tussen het sacramentele en het geestelijk eten. En dat geestelijke eten is veel meer waard dan het sacramentele.
Menno Simons geloofde ook in het pantheïsme. Dat wil zeggen: er is maar een alles omvattende werkelijkheid en dat is God. Gods Woord, de Heilige Geest en de natuur zijn synoniemen voor God.
Simons geloofde niet dat Jezus als mens van vlees en bloed uit Maria was geboren. Maar dat Jezus door de heilige geest was geboren en geen menselijke natuur heeft gehad maar altijd geheel goddelijk was.

## Wetenswaardigheden
- Een belangrijke (internationale) verzameling boeken, prenten, tijdschriften en andere documenten bevindt zich in de Bibliotheek van de Verenigde Doopsgezinde Gemeente Amsterdam (VDGA), die is ondergebracht bij de Bijzondere Collecties van de Universiteit van Amsterdam. Zo is hier onder meer de Troostbrief der weduwen van 18 mei ca. 1550. Het is het enige bewaard gebleven handschrift van Simons, geschreven in het Overlandse dialect van Noord-Oost Nederland en Noord-Duitsland. Deze brief telt 43 regels.
- Een bekend portret van Menno Simons is in 1947-1948 vervaardigd door graficus Arend Hendriks in opdracht van ds. S.S. Smeding te Noordhorn met wie hij uitvoerige correspondentie had.[12]
- Op 11 september 1878 werd bij zijn geboortedorp een monument onthuld ter nagedachtenis aan Simons. Op de plaats van het monument heeft vroeger een huisje gestaan, waarin de doopsgezinden bijeen kwamen. Simons zou zijn geloofsgenoten hier hebben toegesproken.
- Een menistenleugen is een door niet-doopsgezinden gebruikte term voor een halve waarheid, een leugentje om bestwil, een uitspraak die op zo'n dubbelzinnige wijze kan worden geïnterpreteerd dat de waarheid niet helemaal wordt geloochend.[13] Deze term vindt zijn oorsprong in een uitspraak die ten onrechte aan Menno Simons werd toegeschreven.[14]
- menistenbruiloft is een eufemisme voor het ledigen van een beerput.

## Documentatie